# Каза
Каза (араб. قضاء‎, qaḍāʾ, произносится [qɑˈdˤɑːʔ], во множественном числе: араб. أقضية‎, aqḍiyah, произносится [ˈɑqdˤijɑ]; осман. kazâ‎) — единица административного деления, исторически использовавшая в Османской империи и в настоящее время использующаяся в ряде её государств-преемников.
Термин происходит от турецкого и означает «юрисдикции»; часто переводится как «район», «подокруг» (хотя это также применимо к Нахия), или «правовой район».

## Османская империя
В Османской империи каза первоначально была «географической областью, подпадающей под правовую и административную юрисдикцию кади (чиновника)». С первыми реформами Танзимата 1839 года административные обязанности кади были переданы губернатору (каймакаму), а кади выступали в качестве судей исламского права. В эпоху Танзимата каза стал административным округом в соответствии с провинциальной реформой 1864 года, которая была реализована в течение следующего десятилетия. Каза объединял юрисдикцию губернатора (каймакама), назначенного Министерством внутренних дел, казначея (главного финансового директора) и судьи (кади) в одной административной единице. Это было частью усилий Порты по установлению единого, рационального управления по всей империи. Каза была подразделением санджака и по размерам примерно соответствовала городу с прилегающими деревнями.

## Турция
Ранняя Турецкая Республика продолжала использовать термин каза, пока в 1920-х годах не переименовала их в ильче.

## Арабские страны
Каза также ранее была административным подразделением второго уровня в Сирии, но теперь она называется минтака.
Каза или кадаа используются для обозначения следующего:
- районы Ирака (второй уровень, ниже мухафазы)
- районы Ливана (второй уровень, ниже мухафазы)
- подрайоны Иордании (третий уровень, ниже губернии и округа)
- подрайоны Подмандатной Палестины
- округа Израиля